# Carla Brugman-Rustenburg
Carla Brugman-Rustenburg (Amsterdam, 26 februari 1958) is een Nederlandse bestuurster en partijloze politica. Van 28 juni 2019 tot 9 april 2021 was zij lid van de Gedeputeerde Staten van Limburg.

## Biografie
Brugman werkte na de middelbare school in het notariaat en bij een bank. Op latere leeftijd is ze zich bezig gaan houden met bestuurswerkzaamheden. In 2001 werd ze politiek actief en werd ze namens Progressieve Kombinatie commissielid van Meerlo-Wanssum. In 2002 kwam ze namens deze partij in de gemeenteraad terecht van Meerlo-Wanssum en vanaf 2006 was ze er wethouder.
Brugman werd na de gemeentelijke herindeling van 1 januari 2010 van Meerlo-Wanssum in zowel Horst aan de Maas als Venray lid van de gemeenteraad van Venray. Van 2010 tot 2018 was zij fractievoorzitter van PP2 en na de gemeenteraadsverkiezingen van 2018 korte tijd fractievoorzitter van VENRAY Lokaal. Van 2018 tot 2019 was zij wethouder van Venray.
Brugman was naast haar politieke loopbaan van 2012 tot 2013 in diverse functies actief bij FAM! Netwerk en van 2009 tot 2011 bestuurslid van Milieufederatie Limburg. Sinds 2017 is zij voorzitter van Stichting Durf Te Vragen.
Brugman was van 2011 tot 2018 namens GroenLinks lid van de Provinciale Staten van Limburg. Vanaf 2013 was zij fractievoorzitter van GroenLinks. Sinds 28 juni 2019 is zij als onafhankelijke politica lid van de Gedeputeerde Staten van Limburg. Zij nam, zonder instemming van haar partij, zitting in de Gedeputeerde Staten toen zij nog lid was van de GroenLinks. Om die reden werd zij in 2020 door GroenLinks geroyeerd als lid van deze politieke partij. Op 9 april 2021 trad zij, samen met de andere leden van het college van Gedeputeerde Staten, terug in verband met een integriteitsschandaal rondom de Stichting Instandhouding Kleine Landschapselementen in Limburg (IKL) en oud-gedeputeerde Herman Vrehen.
1. ↑  Carla Brugman | Haegens Media. Geraadpleegd op 30 mei 2025.
2. ↑  Limburgse bestuurscrisis compleet: gedeputeerden én gouverneur weg om integriteitsschandaal, nos.nl, 9 april 2021. Gearchiveerd op 5 januari 2023.